# Arada község
Arada község (románul: Comuna Horea) község Fehér megyében, Romániában. Központja Arada, beosztott falvai Baba, Butești, Dârlești, Fericet, Giurgiuț, Măncești, Mătișești, Niculești, Pătrușești, Petreasa, Preluca, Teiu, Trifești és Zânzești.

## Fekvése
Fehér megyének a Kolozs megyével határos részén helyezkedik el.

## Népessége
1850-től a népesség alábbiak szerint alakult:
| Lakosok száma | 3460 | 4138 | 3799 | 3260 | 2336 | 2371 | 2143 | 1774 |
|               | 1930 | 1941 | 1956 | 1977 | 1992 | 2002 | 2011 | 2021 |

A 2011-es népszámlálás adatai alapján a község népessége 2143 fő volt, melynek 93,75%-a román és 3,41%-a roma. Vallási hovatartozás szempontjából a lakosság 96,36%-a ortodox.

## Története
Az 1920-as években alakult meg; a hozzátartozó falvak korábban Fehérvölgy községhez voltak rendelve.

## Nevezetességei
A község területéről az alábbi épületek és építmények szerepelnek a romániai műemlékek jegyzékében:
- az aradai Szent arkangyalok temmplom (AB-II-m-B-21040)
- a fericeti Horea-obeliszk (AB-III-m-B-00412)

Országos szinten védett területek:
- Peretele Dârnini-barlang(wd)
- Izbucul Mătişeşti (wd)

## Híres emberek
- Aradán született a Horea (Hóra) néven ismert Vasile Ursu Nicola (1731–1785), az 1784-es erdélyi parasztfelkelés egyik vezetője.